# Подстава (фильм, 2018)
«Подстава» (англ. Set It Up) — американская комедия 2018 года режиссёра Клер Скэнлон. Премьера состоялась на Netflix 15 июня 2018 года.

## Сюжет
Харпер работает помощником Кирстен, бывшей журналистки, а ныне редактор спортивного онлайн журнала. Чарли — 28-летний помощник венчурного инвестора Рика. Они работают в одном и том же здании и знакомятся, пытаясь купить обеды для своих начальников. Харпер заказала обед для себя и Кирстен, но у неё нет наличных, чтобы оплатить заказ. Чарли соглашается отдать ей один из обедов, после того как Харпер говорит ему, что её уволят, если она не принесёт обед.
На следующий день Харпер встречается с Чарли, чтобы отдать ему свою часть денег за обед. Она выражает удивление, что Чарли согласился работать на столь требовательного начальника, на что он отвечает, что Рик обладает большими связями, и его рекомендация очень помогла бы ему в будущей карьере. Они оба жалуются на отсутствие свободного времени, и Чарли шутит, что их боссам хорошо бы кого-нибудь себе найти. Немного подумав, Харпер с этим соглашается и предлагает составить план, чтобы заставить их начальников встречаться друг с другом.

## В ролях
- Зои Дойч — Харпер Мур
- Глен Пауэлл — Чарли Янг
- Люси Лью — Кирстен Стивенс
- Тэй Диггз — Ричард Рик Отис
- Джоан Смоллс — Сьюз
- Мередит Хагнер — Бекка
- Пит Дэвидсон — Данкан
- Джон Рудницкий — Майк
- Титусс Бёрджесс — Тим

## Критика
Фильм получил в основном положительные оценки кинокритиков. На сайте Rotten Tomatoes фильм имеет рейтинг 89 % на основе 47 рецензий критиков со средней оценкой 7 из 10. На сайте Metacritic фильм получил оценку 62 из 100 на основе 14 рецензий, что соответствует статусу «в основным положительные отзывы».